# Valeri Kiriyenko
Valeri Víktorovich Kiriyenko –en ruso, Валерий Викторович Кириенко– (Murmansk, 13 de febrero de 1965) es un deportista ruso que compitió en biatlón.
Participó en dos Juegos Olímpicos de Invierno, Albertville 1992 y Lillehammer 1994, obteniendo una medalla de plata en cada edición, ambas en la prueba por relevos. Ganó tres medallas de plata en el Campeonato Mundial de Biatlón, en los años 1993 y 1994.

## Palmarés internacional
| Representando al Equipo Unificado |                       |                  |         |
| Juegos Olímpicos                  |                       |                  |         |
| Año                               | Lugar                 | Medalla          | Prueba  |
| 1992                              | Albertville (Francia) | Medalla de plata | Relevos |
| Representando a Rusia             |                       |                  |         |
| Juegos Olímpicos                  |                       |                  |         |
| Año                               | Lugar                 | Medalla          | Prueba  |
| 1994                              | Lillehammer (Noruega) | Medalla de plata | Relevos |
| Campeonato Mundial                |                       |                  |         |
| Año                               | Lugar                 | Medalla          | Prueba  |
| 1993                              | Borovets (Bulgaria)   | Medalla de plata | Relevos |
| 1993                              | Borovets (Bulgaria)   | Medalla de plata | Equipo  |
| 1994                              | Canmore (Canadá)      | Medalla de plata | Equipo  |